# Franz Xaver Hellner
Franz Xaver Hellner (* 6. Dezember 1819 in Ronsdorf bei Wuppertal; † 19. Mai 1901 in Köln, begraben in Kempen) war ein deutscher Goldschmied mit einer Spezialisierung auf Neuanfertigung und Restaurierung von liturgischem Gerät im neugotischen Stil.

## Leben und Wirken
Die Eltern, Franz Hellner (1792–1868) und Margarethe Hellner (1795–1838), stammten aus Ronsdorf und hatten insgesamt 6 Kinder, von denen Franz Xaver das älteste war. Franz Hellner war Schreiner. Über das Leben Franz Xavers ist bis zur Hochzeit mit Theresia Josepha Walburga Godfroyd (1799–1874) im Jahr 1844 nichts bekannt. Durch die Hochzeit mit der deutlich älteren Theresia konnte er die in Kempen eingeführte Goldschmiedewerkstatt von deren Vater übernehmen, der 1834 gestorben war.
Die geschäftliche Situation Hellners besserte sich nach schwierigen Anfängen 1854, nachdem ihn der Münsteraner Bischof Johann Georg Müller für Restaurierungsarbeiten empfohlen hatte. Er bescheinigte Hellner „große Sorgfalt und Sauberkeit der Arbeit sowie ein geschicktes Eingehen in die Formen des gothischen Styls“.

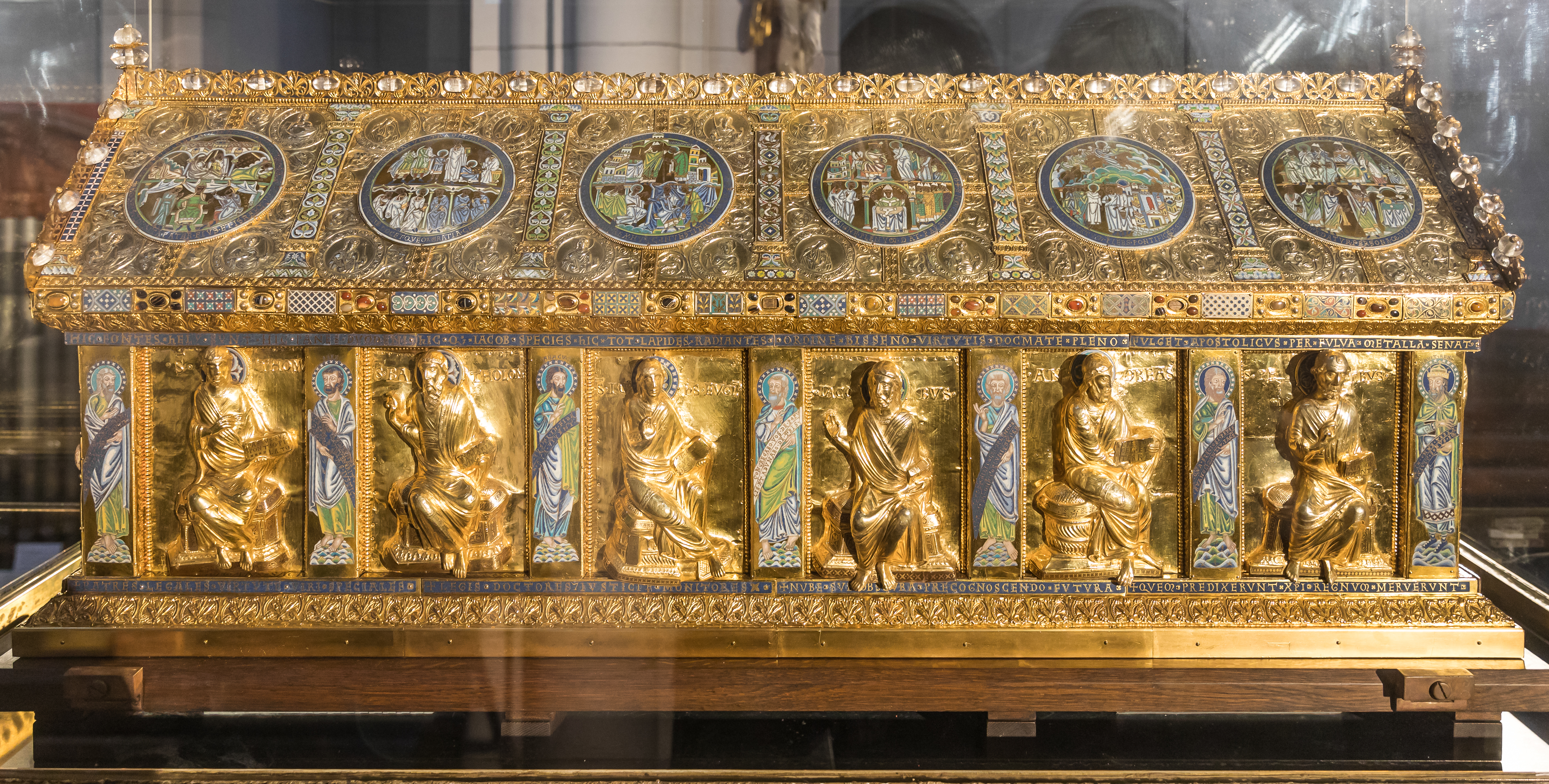
Der 1175 vollendete Heribertschrein in St. Heribert gilt als eines der Hauptwerke der romanischen Goldschmiedekunst

Als Restaurator muss er bis 1858 genug Erfahrung gesammelt haben, dass er mit der Restaurierung des Heribertschreins in Köln beauftragt wurde. Zu dieser Zeit expandierte Hellner sein Geschäft auch nach Utrecht. Der Goldschmied Gerard Bartel Brom vertrieb dort seine Arbeiten.
Die Teilnahme an der Aachener „Ausstellung von neuern Meisterwerken mittelalterlicher Kunst“ im Jahr 1862 förderte das Geschäft, sodass Hellner am Niederrhein eine marktbeherrschende Position für liturgisches Gerät und sakrale Gegenstände erlangte.
Nach dem Tod der ersten Ehefrau heiratete Hellner 1875 Anne Marie Elisabeth Menden (1832–1887). Beide Ehen blieben kinderlos. So ging 1894 die Kempener Werkstatt auf den Neffen Richard Hellner über, der unter der gleichen Signatur wie sein Onkel weiterarbeitete. Mit der Eröffnung einer Kölner Niederlassung machte sich der Neffe zu sehr selbst Konkurrenz und die Kempener Werkstatt wurde 1898 geschlossen.
Das Museum für Niederrheinische Sakralkunst in Kempen zeigt in seiner Ausstellung auch Arbeiten von Franz Xaver Hellner.